# Elizabeth Olsen
Elizabeth Chaise Olsen, ameriška filmska in televizijska igralka ter producentka, * 16. februar 1989 Los Angeles, Kalifornija, ZDA.
Najbolj znana je po upodobitvi Wande Maximoff/Škrlatne Čarovnice v Marvelovih filmih Maščevalci: Ultronova doba (2015), Stotnik Amerika: Državljanska vojna (2016), Maščevalci: Brezmejna vojna (2018) in Maščevalci: Zaključek (2019) ter v filmu Doktor Strange v multivesolju norosti (2022). Nato je ponovno nastopila v isti vlogi v Miniseriji Disney+ WandaVision (2021) in drugi sezoni serije Kaj če ...?  (2023).
Poleg Marvelovih filmov je Olsen igrala tudi v filmih Godzilla (2014), Sledi v snegu (2017) in Ingrid gre na zahod (2017). Izvršno je producirala in igrala  v dramski seriji Oprosti za tvojo izgubo (2018–2019), s čimer si je prislužila nominacijo za televizijsko nagrado Critics' Choice. Olsen je upodobila tudi Candy Montgomery v miniseriji Ljubezen in smrt (2023), za katero je bila nominirana za še en zlati globus.